# Municipio de Beaver Creek (Minnesota)
El municipio de Beaver Creek (en inglés: Beaver Creek Township) es un municipio ubicado en el condado de Rock en el estado estadounidense de Minnesota. En el año 2010 tenía una población de 386 habitantes y una densidad poblacional de 3,09 personas por km².

## Geografía
El municipio de Beaver Creek se encuentra ubicado en las coordenadas 43°38′3″N 96°22′57″O / 43.63417, -96.38250. Según la Oficina del Censo de los Estados Unidos, el municipio tiene una superficie total de 124.9 km², de la cual 124,89 km² corresponden a tierra firme y (0,01 %) 0,02 km² es agua.

## Demografía
Según el censo de 2010, había 386 personas residiendo en el municipio de Beaver Creek. La densidad de población era de 3,09 hab./km². De los 386 habitantes, el municipio de Beaver Creek estaba compuesto por el 98,19 % blancos, el 0,78 % eran amerindios y el 1,04 % eran de una mezcla de razas. Del total de la población el 0 % eran hispanos o latinos de cualquier raza.